# Степанов, Геннадий Фёдорович
Генна́дий Фёдорович Степа́нов (18 октября 1932, Чебоксары, Чувашская АССР, РСФСР — 13 мая 2016, Чебоксары, Чувашия, Российская Федерация) — советский и российский тренер по спортивной гимнастике, заслуженный тренер России.

## Биография
Воспитанник Чебоксарской ДЮСШ № 1. Мастер спорта СССР по спортивной гимнастике (1958). Чемпион Чувашии, бронзовый призёр 1-й летней Спартакиады народов РСФСР по спортивной гимнастике среди спортсменов 1-го разряда (1956).
Окончил Литовский институт физической культуры (1955).
Работал тренером в Удмуртии, Молдавии, Свердловске и в Чебоксарской специализированной детско-юношеской школе олимпийского резерва по спортивной гимнастике. Воспитал более 70 мастеров спорта и более 20 спортсменов — членов сборной команды СССР и России, среди них: бронзовый призер летних Олимпийских игр в Сиднее (2000) Дмитрий Древин, чемпионы СССР Валерий Ложкин и Вячеслав Хохлов.
Последние годы работал в СДЮСШОР № 6 Минспорта Чувашии.
Судья всесоюзной (1962) и международной категории по спортивной гимнастике (1990).

## Награды и звания
Заслуженный тренер России (1993).